# Włoszakowice

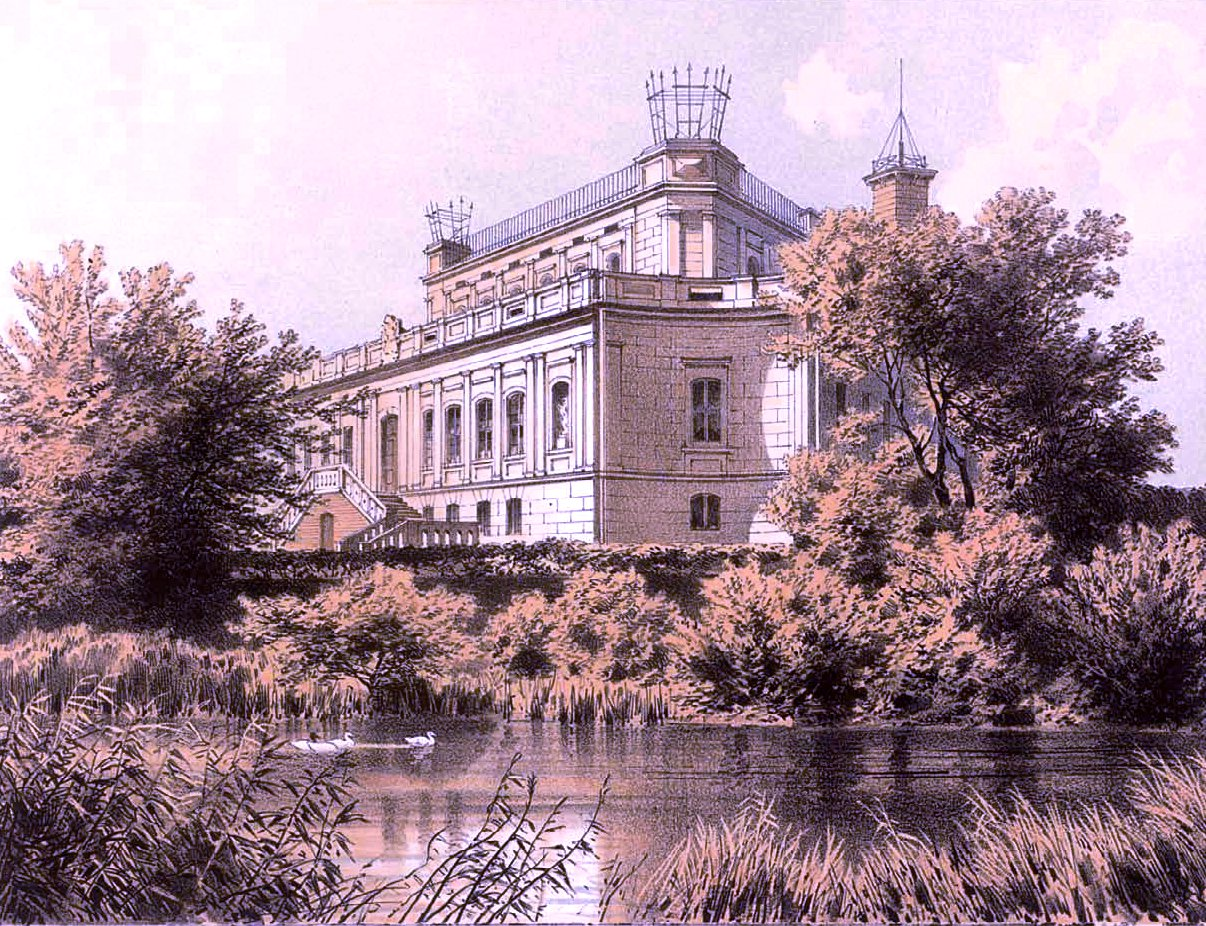
Schloss Luschwitz um 1860, Sammlung Alexander Duncker

Włoszakowice (deutsch Luschwitz, 1943–1945 Luschwitz (Kr. Lissa)) ist ein Dorf und Sitz der gleichnamigen Landgemeinde in Polen. Der Ort liegt im Powiat Leszczyński der Wojewodschaft Großpolen.

## Geschichte
Der Ort wurde das erste Mal 1210 in einem Dokument von Władysław Odonic als Zlavosovici erwähnt.

## Gemeinde
Zur Landgemeinde Włoszakowice gehören 13 Ortsteile (deutsche Namen bis 1945) mit einem Schulzenamt.
| - Boguszyn (Boguszyn, 1943–1945 Buchenhof) - Boszkowo (Boszkowo, 1943–1945 Boschenau) - Bukówiec Górny (Buckwitz, 1943–1945 Rotbuchen) - Charbielin (Charbielin, 1943–1945 Harbeln) - Dłużyna (Dluzyna, 1943–1945 Langenau) - Dominice (Domanice, 1943–1945 Herrensee) - Grotniki (Grotniki, 1943–1945 Pfeilsdorf) | - Jezierzyce Kościelne (Jezierzyce Koscielne, 1943–1945 Altkirchen) - Krzycko Wielkie (Groß Kreutsch, 1943–1945 Lindensee) - Sądzia (Sądzia, 1943–1945 Neugüthel) - Skarżyń (Skarzyn, 1943–1945 Spitteldorf) - Włoszakowice (Luschwitz, 1943–1945 Luschwitz (Kr. Lissa)) - Zbarzewo (Bargen, 1943–1945 Bargen (Kr. Lissa)) |

Weitere Ortschaften der Gemeinde sind:
| - Adamowo - Bambry - Boszkowo-Letnisko - Daćbogi - Janówko - Kierzki - Koczury - Krzyżowiec | - Mścigniew - Papiernia - Piorunowo - Sądzia-Cegielnia - Tłucznia - Trzebidza - Ujazdowo - Zbarzyk (Zbarzyk, 1943–1945 Sophienhof) |

### Gemeindepartnerschaften
Włoszakowice ist seit 2003 mit der Stadt Kröpelin in Mecklenburg-Vorpommern verpartnert.